# ベン・モリス (特殊効果アーティスト)
ベン・モリス（Ben Morris, 1969年または1970年）は、VFXスーパーバイザーである。2007年の映画『ライラの冒険 黄金の羅針盤』によりアカデミー賞視覚効果賞を受章した。

## 生い立ちとキャリア
オックスフォードで育ちバンベリーの大学に通った。その後ブリストル大学で機械工学を学び、1993年に卒業した。彼はジム・ヘンソンのクリーチャー・ショップで働き、『マペットのクリスマス・キャロル』と『ベイブ』に携わった。1996年には『ベイブ/都会へ行く』に参加するためにシドニーのニール・スキャンラン・スタジオに移った
1997年からは『グラディエーター』のためにミル・フィルムで働いた。2000年にはフレームストアに加わり、『ハリー・ポッターと秘密の部屋』、『トロイ』、『チャーリーとチョコレート工場』に参加した。2008年には『ライラの冒険 黄金の羅針盤』によりアカデミー賞視覚効果賞を受章した。2014年にはロンドンに新たに創設されたインダストリアル・ライト&マジックのスタジオに移った。2018年には『スター・ウォーズ/最後のジェダイ』で再びアカデミー賞候補に挙がった。

## 主なフィルモグラフィ

### 映画
- マペットのクリスマス・キャロル The Muppet Christmas Carol (1992)
- ネバーエンディング・ストーリー3 The Neverending Story III: Escape from Fantasia (1994)
- ベイブ Babe (1995)
- ピノキオ（英語版） The Adventures of Pinocchio (1996)
- ベイブ/都会へ行く Babe: Pig in the City (1998)
- グラディエーター Gladiator (2002)
- トゥームレイダー Lara Croft: Tomb Raider (2001)
- ハリー・ポッターと秘密の部屋 Harry Potter and the Chamber of Secrets (2002)
- トロイ Troy (2004)
- チャーリーとチョコレート工場 Charlie and the Chocolate Factory (2005)
- ライラの冒険 黄金の羅針盤 The Golden Compass (2007)
- プリンス・オブ・ペルシャ/時間の砂 Prince of Persia: The Sands of Time (2010)
- 戦火の馬 War Horse (2011)
- リンカーン Lincoln (2012)
- ゼロ・グラビティ Gravity (2013)
- スター・ウォーズ/最後のジェダイ Star Wars: The Last Jedi (2017)

### テレビシリーズ
- ダイノトピア Dinotopia (2002)

## 受賞とノミネート
| 賞               | 年   | 部門           | 作品名                          | 結果       |
| ---------------- | ---- | -------------- | ------------------------------- | ---------- |
| アカデミー賞     | 2007 | 視覚効果賞     | ライラの冒険 黄金の羅針盤       | 受賞       |
| アカデミー賞     | 2017 | 視覚効果賞     | スター・ウォーズ/最後のジェダイ | ノミネート |
| 英国アカデミー賞 | 2007 | 特殊視覚効果賞 | ライラの冒険 黄金の羅針盤       | 受賞       |
| 英国アカデミー賞 | 2011 | 特殊視覚効果賞 | 戦火の馬                        | ノミネート |
| 英国アカデミー賞 | 2017 | 特殊視覚効果賞 | スター・ウォーズ/最後のジェダイ | ノミネート |